# Astragalus accumbens
Astragalus accumbens är en ärtväxtart som beskrevs av Edmund Perry Sheldon. Astragalus accumbens ingår i släktet vedlar, och familjen ärtväxter. Inga underarter finns listade i Catalogue of Life.

## Bildgalleri

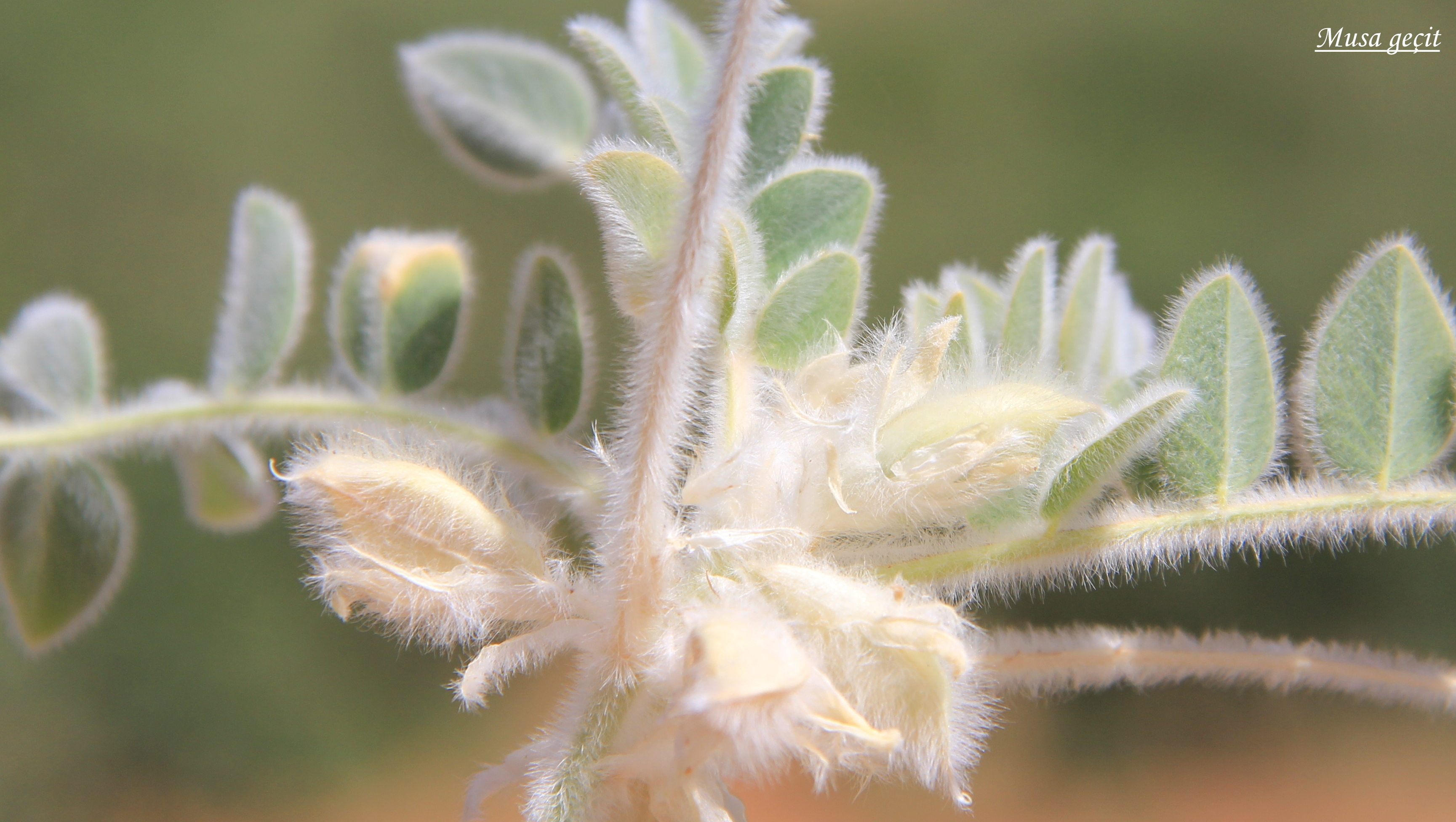
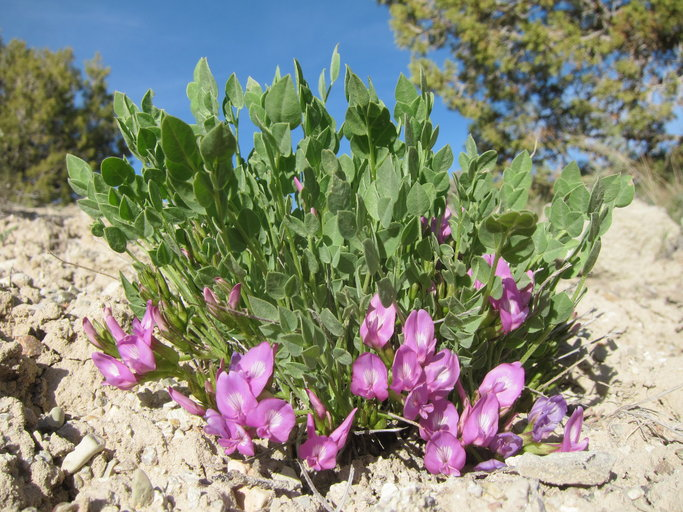
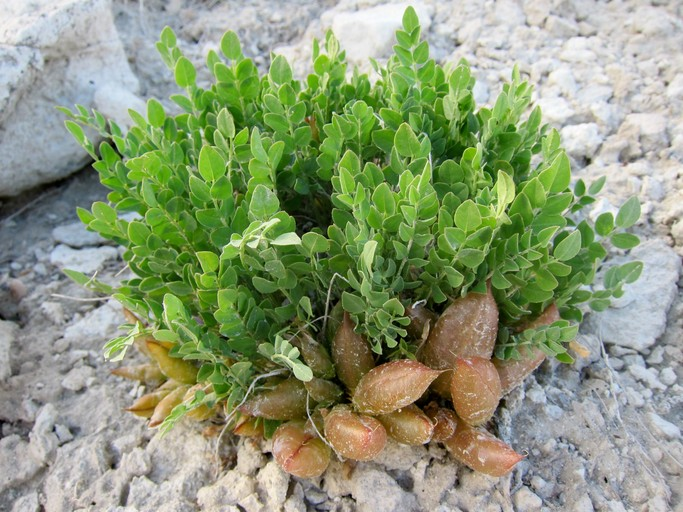
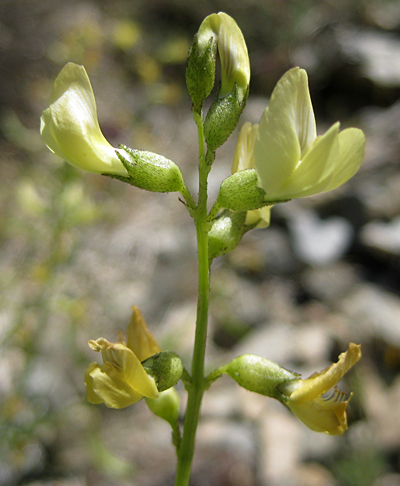